# Moussa Narry
Moussa Narry (Maradi, 19 aprile 1986) è un ex calciatore nigerino naturalizzato ghanese, di ruolo centrocampista.

## Carriera

### Club
Ha giocato nella prima divisione francese con l'Auxerre.

### Nazionale
Tra il 2007 ed il 2010 ha giocato 6 partite con la nazionale ghanese.